# Tiantang, Guangdong
Tiantang (kinesiska: 天堂) är en köping i sydöstra Kina. Den ligger i Xinxing härad i staden Yunfu i provinsen Guangdong, omkring 140 kilometer sydväst om provinshuvudstaden Guangzhou. Antalet invånare är 45 931. Befolkningen består av 23 125 kvinnor och 22 806 män. Barn under 15 år utgör 21,0 %, vuxna 15-64 år 65 %, och äldre över 65 år 12,0 %.